# Michael Berry (athlétisme)
Pour les articles homonymes, voir Berry (homonymie) et Michael Berry.
Michael « Mike » Berry (né le 10 décembre 1991) est un athlète américain spécialiste du 400 mètres.

## Biographie
Étudiant à l'Université d'Oregon à Eugene, il se classe quatrième du 400 m lors des Championnats des États-Unis juniors de 2010 avant de remporter le titre mondial du 4 × 400 m lors des Championnats du monde juniors de Moncton. En 2011, Michael Berry descend pour la première fois de sa carrière sous les 45 secondes au 400 m en signant le temps de 44 s 91 à Tucson. Cinquième des Championnats des États-Unis, il est sélectionné dans l'équipe du 4 × 400 m en vue des Championnats du monde de Daegu. Il participe aux séries et permet à son équipe de se qualifier pour la finale. Il reçoit cependant la médaille d'or au même titre que ses coéquipiers.

## Palmarès
| Date | Compétition                   | Lieu    | Résultat | Épreuve   |
| ---- | ----------------------------- | ------- | -------- | --------- |
| 2010 | Championnats du monde juniors | Moncton | 1er      | 4 × 400 m |
| 2011 | Championnats du monde         | Daegu   | 1er      | 4 × 400 m |
| 2017 | Relais mondiaux de l'IAAF     | Nassau  | 2e       | r. mixte  |

### Records
| Épreuve | Performance | Lieu   | Date        |
| ------- | ----------- | ------ | ----------- |
| 400 m   | 44 s 91     | Tucson | 14 mai 2011 |